# Erick de Armas
Pour les articles homonymes, voir Armas.
Erick de Armas, né à La Havane le 21 janvier 1965 , est un écrivain et médecin cubain. Il est également parolier et chanteur.

## Biographie
Enfant prodige, il anime une émission de télévision de 1972 à 1980 et il chante en soliste dans le Chœur des Enfants de l’Institut cubain de la radio et de la télévision. À la même époque, il joue aussi au théâtre avec les plus grands artistes et dans une série télévisée pour enfants.
En 1988 il termine ses études de médecine générale à l’Université de La Havane, et en 1993, il termine une spécialisation en médecine intégrale.
Après plusieurs tentatives infructueuses pour fuir Cuba en radeau, il finit par s’envoler pour la Belgique en 1994 où il obtient le statut de réfugié politique deux ans plus tard.
Son diplôme de médecine n’étant pas reconnu en Belgique, il participe à des concours de danse. Il travaille comme danseur et enseigne la danse.
Sa rencontre avec David Linx sera déterminante pour sa carrière. C'est en effet lui qui prendra en main la direction artistique, les arrangements et la production du premier album d’Erick. Les chansons originales présentées sur cet album sont fortement influencées par le jazz et la nueva trova. La rumba y est également souvent présente.
Depuis 2006, il vit à Barcelone où il exerce la médecine.
En 2007, il publie un roman d'inspiration autobiographique aux Éditions Actes Sud.

## Discographie
- 2004 : Alivio y Recuerdo

- 2012 : Vida Moderna